# Linyphia monticolens
Linyphia monticolens är en spindelart som beskrevs av Roewer 1942. Linyphia monticolens ingår i släktet Linyphia och familjen täckvävarspindlar.
Artens utbredningsområde är Peru. Inga underarter finns listade i Catalogue of Life.